# Astragalus laccoliticus
Astragalus laccoliticus là một loài thực vật có hoa trong họ Đậu. Loài này được (M.E. Jones) S.L. Welsh miêu tả khoa học đầu tiên năm 1998.